# Kabishiana
Kabishiana (Cabishiana, Cabixiana, Kabixiana), pleme američkih Indijanaca u dolini rijeke Guapore u zapadnom Brazilu, Rondônia. Claude Lévi-Strauss nalazi neke pripadnike ovog plemena na stanici Pimenta Bueno. Danas se vode kao nestali. 
Jezično su bili srodni plemenima Karitiâna i Arikém, porodica arikém.